# Liste der Stolpersteine in Crailsheim

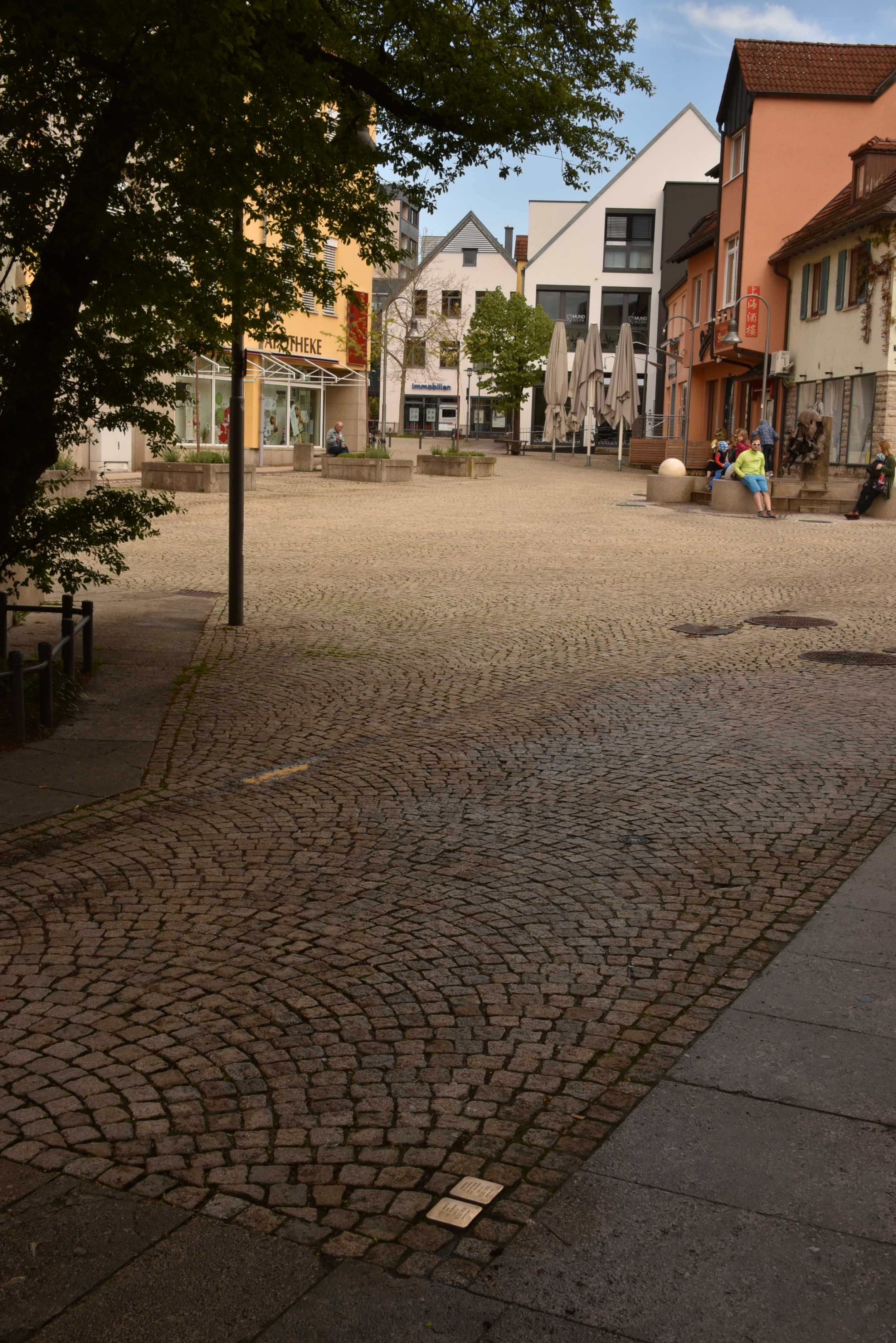
Stolpersteine in der Wilhelmstraße

Die Liste der Stolpersteine in Crailsheim enthält die Stolpersteine, die im Rahmen des gleichnamigen Kunst-Projekts von Gunter Demnig in Crailsheim verlegt wurden. Mit ihnen soll an die Opfer des Nationalsozialismus erinnert werden, die in Crailsheim lebten und wirkten.
Die ersten Verlegungen in Crailsheim erfolgten am 13. November 2012.

## Liste der Stolpersteine
In Crailsheim wurden bisher 42 Stolpersteine an 17 Adressen verlegt.
| Stolperstein | Inschrift | Standort                                 | Name, Leben |
| ------------ | --- | ---------------------------------------- | --- |
|              | HIER WOHNTE MORITZ EPPSTEIN JG. 1861 DEPORTIERT 1942 THERESIENSTADT ERMORDET 1.1.1943                          | Schweinemarktplatz 9 · (vormals Nr. 8) · | Moritz Eppstein, genannt Moses, wurde am 8. Dezember 1861 in Mönchsroth geboren. Seine Eltern waren Simon Eppstein und dessen Ehefrau Sophie. Er hatte zumindest einen Bruder, Nathan (1865–1942). Er erhielt 1884 die württembergische Staatsbürgerschaft und eröffnete 1888 in Unterdeufstetten eine Manufakturwarenhandlung. Er heiratete Zerline geb. Weinberg, es war seine zweite Ehe. Er hatte zumindest einen Sohn, Siegfried. 1908 übersiedelte er sein Geschäft und seine Familie nach Crailsheim, 1911 erhielt er dort das Bürgerrecht. Die Machtergreifung Hitlers und der NSDAP zerstörte die Lebensgrundlage der Familie und bedrohte das Leben all ihrer Mitglieder. Der Sohn konnte mit seiner Familie konnte Anfang 1938 mit seiner Familie in die Vereinigten Staaten flüchten. Das betagte Ehepaar begab sich im Mai 1938 in ein jüdisches Altersheim in Würzburg. Am 23. September 1942 wurden Moritz Eppstein und seine Frau nach Theresienstadt deportiert. Er selbst starb dort am 1. Januar 1943, seine Frau am 26. desselben Monats. Der im Familienverband lebende Jakob Oppenheim, Stiefsohn aus erster Ehe, blieb 1938 in Crailsheim. Er kümmerte sich um den Verkauf des Hauseigentums und wurde bereits im August 1942 nach Theresienstadt deportiert. Er kam dort am 8. März 1943 ums Leben. |
|              | HIER WOHNTE ZERLINE EPPSTEIN GEB. WEINBERG JG. 1868 DEPORTIERT 1942 THERESIENSTADT ERMORDET 26.1.1943          | Schweinemarktplatz 9 · (vormals Nr. 8) · | Zerline Cäcilie Eppstein geb. Weinberg wurde 1868 in Schenklengsfeld geboren. Ihre Eltern waren Hirsch Weinberg (1832–1905) und Rachel Rosalie geb. Kuh (1829–1869). Sie hatte drei Brüder und zwölf Halbgeschwister. Sie heiratete den Manufakturwarenhändler Moritz Eppstein, geboren 1861. Die Machtergreifung Hitlers und der NSDAP zerstörte die Lebensgrundlage ihrer Familie und bedrohte das Leben all ihrer Mitglieder. Das betagte Ehepaar flüchtete im Mai 1938 aus der Stadt und übersiedelte in ein jüdisches Altersheim in Würzburg. Am 23. September 1942 wurden Moritz Eppstein und seine Frau nach Theresienstadt deportiert. Ihr Ehemann starb dort am 1. Januar 1943, sie selbst am 26. desselben Monats. Ihr Bruder Magnus Weinberg, geboren 1867, ein Rabbiner, und dessen Frau Judith wurden ebenfalls in Theresienstadt ermordet. Für beide wurden in der Wirsbergstraße 16 in Würzburg Stolpersteine verlegt. |
|              | HIER WOHNTE ALICE BERTHA ESSINGER JG. 1908 DEPORTIERT 1941 RIGA ERMORDET 1942                                  | Karlstraße 4 ·                           | Alice Bertha Essinger wurde am 7. Oktober 1908 in Crailsheim geboren. Ihre Eltern waren Max Essinger (1880–1942) und Selma geb. Löwenberger (1883–1942). Gemeinsam mit ihren Eltern wurde sie in das KZ Jungfernhof nahe Riga verschleppt. Dort wurde ihre Mutter am 21. Januar 1942 ermordet, sie selbst und ihr Vater zehn Wochen später, am 31. März 1942. Auch ihr Großvater, Jakob Essinger, wurde im Zuge der Shoah vom NS-Regime ermordet. |
|              | HIER WOHNTE JAKOB ESSINGER JG. 1850 DEPORTIERT 1942 THERESIENSTADT ERMORDET 25.11.1942                         | Marktplatz 2 ·                           | Jakob Essinger wurde am 13. Dezember 1850 in Oberdorf geboren. 1874 heiratete er in Crailsheim Sophie geb. Stern (1851–1916), die aus Michelbach an der Lücke stammte. Das Ehepaar hatte acht Kinder, von denen vier jedoch bereits im Kindesalter starben. Es überlebten Sara Selma (geb. 1879), Max (geb. 1880), Fritz und Salli. 1910 übergab er das Essinger'sche Haus in der Karlstraße 4 an den Sohn Max und wohnte fortan mit seiner Frau zur Miete im ersten Stock eines städtischen Hauses am Marktplatz 2. Am 5. November 1916 verstarb die Ehefrau, 1924 beendete er seine Geschäftstätigkeit als Viehhändler und Metzger. Damals war er 73 Jahre alt. Das NS-Regime, welches sich ab Januar 1933 etablierte, hatte keinerlei Respekt vor dem Alter oder vor Gebrechlichkeit. Am 26. Juni 1933 wurde dem alten Mann per Gemeinderatsbeschluss die Wohnung gekündigt. Wahrscheinlich übersiedelte er in das Haus des Sohnes und wurde von seiner Tochter, Sara Selma Batzner, gepflegt. Sie jedoch flüchtete 1939 in die Vereinigten Staaten, wo bereits ihre Kinder lebten. Am 28. Juli 1939 wurde Jakob Essinger in das jüdische Altersheim von Herrlingen gebracht, wo er knapp drei Jahre lang lebte. Am 17. Juni 1942 folgte die Verlegung nach Oberstotzingen, im August 1942 die Deportation nach Theresienstadt, wo er am 25. November 1942 sein Leben verlor. Sohn Max, Schwiegertochter und Enkeltochter wurden in Lettland ermordet. Tochter Sara Selma und ihre Familie überlebten in den Vereinigten Staaten. |
|              | HIER WOHNTE MAX ESSINGER JG. 1880 DEPORTIERT 1941 RIGA ERMORDET 1942                                           | Karlstraße 4 ·                           | Max Essinger wurde am 31. Oktober 1880 in Crailsheim geboren. Seine Eltern waren Jacob Essinger (1850–1942) und Sophie geb. Stern (1851–1916). Er hatte drei Geschwister, Sara Selma (geb. 1879), Fritz und Salli. Er heiratete Selma geb. Löwenberger. Das Paar bekam eine Tochter, Alice Bertha (geb. 1908). Gemeinsam mit Frau und Tochter wurde er in das KZ Jungfernhof nahe Riga verschleppt. Dort wurde seine Frau am 21. Januar 1942 ermordet, er selbst und seine Tochter zehn Wochen später, am 31. März 1942. Der Vater wurde in Theresienstadt ermordet. Seine Schwester Sara Selma konnte in die Vereinigten Staaten flüchten. |
|              | HIER WOHNTE SELMA ESSINGER GEB. LÖWENBERGER JG. 1883 DEPORTIERT 1941 RIGA ERMORDET 1942                        | Karlstraße 4 ·                           | Selma Essinger geb. Löwenberger wurde am 18. Februar 1883 in Michelbach an der Lücke geboren. Ihre Eltern waren Simon und Friedericke Löwenberger. Sie hatte drei Geschwister, Wolf (geb. 1881), Martha (geb. 1888) und Bernhard (geb. 1992). Sie heiratete Max Essinger. Das Paar hatte eine Tochter, Alice Bertha (geb. 1908). Gemeinsam mit ihrem Mann und ihrer Tochter wurde sie in das KZ Jungfernhof nahe Riga verschleppt und dort am 21. Januar 1942 ermordet. Auch Ehemann, Tochter und ihr jüngster Bruder, Bernhard, wurden vom NS-Regime im Zuge der Shoah ermordet, Mann und Tochter in Riga, der Bruder in Treblinka. |
| Bild gesucht | | Wilhelmstrasse 27                        | Betty Essinger geb. Pappenheimer |
| Bild gesucht | | Wilhelmstrasse 27                        | Friedrich Essinger |
| Bild gesucht | | Webergasse 12                            | Irma Goldstein |
| Bild gesucht | | Webergasse 12                            | Paula Goldstein geb. Biering, |
| Bild gesucht | | Lange Strasse 27                         | Lazarus Hänlein Goldstein |
| Bild gesucht | | Lange Strasse 27                         | Hermine Goldstein geb. Mayer, |
| Bild gesucht | | Lange Strasse 27                         | Lieselotte Goldstein |
| Bild gesucht | | Lange Strasse 27                         | Norbert Goldstein |
|              | HIER WOHNTE HEDWIG HALLHEIMER GEB. OTTENHEIMER JG. 1896 DEPORTIERT 1942 THERESIENSTADT ERMORDET IN AUSCHWITZ   | Untere Ludwigstraße 4 ·                  | Hedwig Hallheimer geb. Ottenheimer wurde am 2. März 1896 in Heinsheim geboren. Ihre Mutter war Emma Ottenheimer geb. Strauss. 1925 heiratete sie den Viehhändler Karl Hallheimer aus Crailsheim und zog zu ihm, in sein Elternhaus. Die Ehe blieb kinderlos. Ihr Ehemann war in den 1930er Jahren Privatier. Im 1937 zog Hedwig Hallheimers Mutter zu Tochter und Schwiegersohn. Das Haus ihres Ehemannes wurde zu einem Judenhaus umstrukturiert. Am 28. Juli 1942 mussten sie, ihr Ehemann und ihre Mutter das eigene Haus verlassen und nach Laupheim übersiedeln, wo sie Quartier in der Wendelinsgrube nehmen mussten. Am 23. August 1942 wurde die Familie mit dem Transport XIII/1 von Stuttgart nach Theresienstadt deportiert. Die Transportnummern waren 586, 587 und 600. In Theresienstadt verlor Hedwig Hallheimer zuerst die Mutter, dann den Ehemann. An den unmenschlichen und unhygienischen Haftbedingungen und den Folgen der Unter- und Mangelernährung verloren Emma Ottenheimer am 23. Mai 1943 und Karl Hallheimer am 21. April 1944 ihr Leben. Die Witwe wurde am 9. Oktober 1944 mit Transport Ep nach Auschwitz deportiert. Sie bekam die Transportnummer 485 und wurde in Auschwitz ermordet. |
|              | HIER WOHNTE KARL HALLHEIMER JG. 1891 DEPORTIERT 1942 THERESIENSTADT ERMORDET 21.4.1944                         | Untere Ludwigstraße 4 ·                  | Karl Hallheimer wurde am 13. Juni 1891 in Crailsheim geboren. Sein Vater war der Viehhändler, Metzger und Gastwirt Abraham Hallheimer, genannt Albert, und auch er wurde Viehhändler. Im Ersten Weltkrieg kämpfte er für das Deutsche Reich, wurde zweimal verwundet und mit dem Eisernen Kreuz ausgezeichnet. Er kam als Kriegsverwundeter in seine Heimatstadt zurück. 1925 heiratete er Hedwig geb. Ottenheimer, geboren 1896 in Heinsheim, und zog mit ihr ins elterliche Haus. Die Ehe blieb kinderlos. In den 1930er Jahren war er Privatier. 1937 zog die Schwiegermutter, Emma Ottenheimer, im Haushalt ein. Am 28. Juli 1942 musste das Ehepaar nach Laupheim übersiedeln, wo sie in ein Altersheim in der Wendelinsgrube einziehen mussten. Am 23. August 1942 wurden beide mit dem Transport XIII/1 von Stuttgart nach Theresienstadt deportiert. Ihre Transportnummern waren 586 und 587. Karl Hallheimer verlor am 21. April 1944 dort sein Leben. Die Ehefrau wurde am 9. Oktober 1944 nach Auschwitz deportiert und dort ermordet. |
|              | HIER WOHNTE AMALIE HILB GEB. STRAUSS JG. 1884 DEPORTIERT 1942 IZBICA ERMORDET IM BESETZTEN POLEN               | Ratsgasse 3 ·                            | Amalie Hilb geb. Strauß wurde am 19. Juni 1884 in Olnhausen geboren. 1912 heiratete sie den Kaufmann Hermann Hilb, der im Jahr zuvor nach Crailsheim gezogen war. Die Ehe blieb kinderlos, die beiden gründeten im eigenen Haus Ratsgasse 3 einen Seifen-, Öl- und Fettwarenhandel. Die Frau führte das Ladengeschäft, der Mann war als Handlungsreisender unterwegs. Um 1932 kamen auch zwei ihrer Verwandten ins Haus, die jüngere, ledig gebliebene Schwester Zerline Strauß und ihre Stiefmutter, Esther, genannt Emma, Strauß geb. Heidelberger. 1938 wurde den Juden jegliches Gewerbe verboten, Amalie und Hermann Hilb musste das Geschäft aufgeben. In der ersten Jahreshälfte 1939 übersiedelte die Stiefschwiegermutter in das jüdische Altenheim von Herrlingen, wo sie am 20. Juli 1939 verstarb. Ab März 1941 musste Hermann Hilb, wie alle anderen jüdischen Männer der Stadt auch, Zwangsarbeit verrichten, Straßenkehren und Müllabfuhr. Am 26. April 1942 wurden Amalie Hilb, ihr Ehemann und ihre Schwester in das Ghetto Izbica nahe Lublin deportiert. Wenig später wurden alle drei in den Gaskammern eines der nahegelegenen Vernichtungslager ermordet, entweder in Belzec oder Sobibor. |
|              | HIER WOHNTE HERMANN HILB JG. 1877 DEPORTIERT 1942 IZBICA ERMORDET IM BESETZTEN POLEN                           | Ratsgasse 3 ·                            | Hermann Hilb wurde am 17. August 1877 in Jestetten geboren. Seine Eltern waren Maier Hilb aus Pflaumloch und Klara geb. Maier. Seit ungefähr 1911 lebte der Kaufmann in Crailsheim, 1912 heiratete er Amalie geb. Strauß aus Olnhausen. Das Ehepaar, es blieb kinderlos, gründeten im eigenen Haus Ratsgasse 3 einen Seifen-, Öl- und Fettwarenhandel. Die Frau führte das Ladengeschäft, der Mann war als Handlungsreisender unterwegs. Während des Ersten Weltkriegs war Hermann Hilb in der Crailsheimer Sanitätskolonne des Roten Kreuzes engagiert. Um 1932 kamen auch zwei Verwandte von Amalie Hilb ins Haus, die jüngere, ledig gebliebene Schwester Zerline Strauß und ihre Stiefmutter, Esther, genannt Emma, Strauß. Hermann Hilb gehörte dem Israelitischen Gemeindevorstand von Crailsheim an. Ende 1938 wurde den Juden jegliches Gewerbe verboten, Amalie und Hermann Hilb musste das Geschäft aufgeben. In der ersten Jahreshälfte 1939 übersiedelte die Stiefschwiegermutter in das jüdische Altenheim von Herrlingen, wo sie am 20. Juli 1939 verstarb. Im Mai 1939 wurde Hilb Vorsteher der Israelitischen Gemeinde. Am 16. November 1939 erstattete – in seiner Funktion als Vorsteher – Anzeige wegen Schändung des jüdischen Friedhofs. Ab März 1941 musste er, wie alle anderen jüdischen Männer der Stadt auch, Zwangsarbeit verrichten, Straßenkehren und Müllabfuhr. Am 26. April 1942 wurden Hermann Hilb und seine Frau sowie deren Schwester in das Ghetto Izbica nahe Lublin deportiert. Wenig später wurden alle drei in den Gaskammern eines der nahegelegenen Vernichtungslager ermordet, entweder in Belzec oder Sobibor. |
|              | HIER WOHNTE LINA MEZGER GEB. VOLLWEILER JG. 1883 DEPORTIERT 1942 GHETTO WARSCHAU ERMORDET IM BESETZTEN POLEN   | Wilhelmstraße 6 ·                        | Lina Mezger geb. Vollweiler wurde am 23. März 1883 in Schluchtern geboren. 1911 heiratete sie Nathan Mezger in Crailsheim und zog zu ihm. Ihr Ehemann war Kaufmann und führte gemeinsam mit seinem Schwager David Stein eine Wein-, Zigarren- und Landesproduktenhandlung. Das Paar hatte einen Sohn, Martin, geboren am 12. Dezember 1911. Zunächst bewohnte die Familie eine Wohnung in der Schönebürgstraße, in den 1920er Jahren übersiedelten sie in eine Wohnung im dritten Stock des Hauses Wilhelmstraße 6. Der Sohn erkannte die Gefahren, die seit Etablierung der Hitler-Herrschaft für alle Juden in Deutschland bestanden, und emigrierte 1933, nach bestandenem Abitur, nach Frankreich. Seine Mutter war nicht zur Flucht zu bewegen, immer wieder versicherte sie: „Was kann mir schon passieren? Ich bin Deutsche, in Deutschland geboren, kenne keine andere Sprache, totschlagen werden sie mich nicht.“ Am 19. Februar 1936 starb ihr Ehemann. Ein Jahr später übersiedelte Lina Mezger nach Rinteln an der Weser und heiratete am 16. November 1937 den Viehhändler Isidor Brill. Im Zuge der Novemberpogrome 1938 wurde der zweite Ehemann verhaftet, er wurde in das KZ Buchenwald verschleppt und ermordet. Im April 1942 wurde Lina Mezger abgeholt und „nach dem Osten“ deportiert. Im Juni 1942 schrieb sie einen Brief aus dem Ghetto Warschau und bat dringend um Lebensmittel und Kleidung. Es war ihr letztes Lebenszeichen. Wahrscheinlich wurde sie in den folgenden Wochen im Zuge der Ghetto-Räumungen in das Vernichtungslager Treblinka oder nach Auschwitz überstellt und dort ermordet. Auch David Stein, Kompagnon ihres ersten Ehemannes, wurde im Zuge der Shoah ermordet. |
| Bild gesucht | | Gartenstraße 12                          | Beate Mezger |
| Bild gesucht | | Gartenstraße 12                          | Louis Mezger |
| Bild gesucht | | Gartenstraße 12                          | Luise Mezger geb. Friedmann, |
|              | HIER WOHNTE JAKOB OPPENHEIM JG. 1881 DEPORTIERT 1942 THERESIENSTADT ERMORDET 8.3.1943                          | Schweinemarktplatz 9 · (vormals Nr. 8) · | Jakob Oppenheim wurde 1881 in Osthofen geboren. Er war der Stiefsohn von Moritz Eppstein aus dessen erster Ehe und lebte mit diesem, dessen Sohn Siegfried und der zweiten Ehefrau Zerline im Familienverband. Die Machtergreifung Hitlers und der NSDAP zerstörte die Lebensgrundlage der Familie und bedrohte das Leben all ihrer Mitglieder. Jakob Oppenheim wurde bereits im März 1933 im Crailsheimer Schloss Opfer von Misshandlungen. Siegfried Eppstein konnte mit seiner Familie Anfang 1938 in die Vereinigten Staaten flüchten. Das betagte Ehepaar begab sich im Mai 1938 in ein jüdisches Altersheim in Würzburg. Jakob Oppenheim blieb in Crailsheim und kümmerte sich um den Verkauf des Hauseigentums. Er beabsichtigte nach Palästina auszuwandern, doch scheiterte der Plan an den fehlenden Mitteln. Am 20. August 1942 wurden die letzten sechs Juden aus Crailsheim verhaftet und deportiert – es waren Zilli Elkan, Lazarus und Paula Goldstein, Emma Hallheimer, Jenny Levi und Jakob Oppenheim. Sie wurden zunächst nach Stuttgart in ein Sammellager und zwei Tage später nach Theresienstadt verschleppt. Jakob Oppenheim kam dort am 8. März 1943 ums Leben. Am 23. September 1942 wurden auch Moritz und Zerline Eppstein in das Konzentrationslager Theresienstadt deportiert. Sie starben am 1. bzw. 26. Januar 1943. |
|              | HIER WOHNTE EMMA OTTENHEIMER GEB. STRAUSS JG. 1871 DEPORTIERT 1942 THERESIENSTADT ERMORDET 23.5.1943           | Untere Ludwigstraße 4 ·                  | Emma Ottenheimer geb. Strauss wurde am 25. November 1871 geboren. Sie hatte eine Tochter, Hedwig, geboren am 2. März 1896 in Heinsheim. 1925 heiratete die Tochter den Viehhändler Karl Hallheimer aus Crailsheim, die Ehe blieb kinderlos. 1937 übersiedelte Emma Ottenheimer zu Tochter und Schwiegersohn. Sie erlebte die Schließung des Viehhandels mit, die Umstrukturierung des Wohnhauses zu einem kleinen Sammellager, Judenhaus genannt, schließlich den Verlust von Hab und Gut und schließlich die Vertreibung der Familie aus dem Heimatort. 1942 musste Emma Ottenheim mit Tochter und Schwiegersohn in ein Altenheim übersiedeln, nur um wenige Wochen später, am 23. Oktober 1943, mit Transport XIII/1 von Stuttgart nach Theresienstadt deportiert zu werden. Die ältere Dame verlor ihr Leben am 23. Mai 1943 in Theresienstadt. Ihr Schwiegersohn kam ebenfalls in Theresienstadt ums Leben. Ihre Tochter wurde im Oktober 1944 nach Auschwitz deportiert und dort ermordet. |
| Bild gesucht | | Wilhelmstrasse 27                        | David Pappenheimer |
|              | HIER WOHNTE MANFRED ROSENFELD JG. 1930 KINDERTRANSPORT 1939 ENGLAND                                            | Marktplatz 7 ·                           | Manfred Rosenfeld wurde am 14. Juni 1930 als unehelicher Sohn von Sophie Rosenfeld und Peter Lindner geboren. Er besuchte von 1936 bis 1938 die Volksschule in Crailsheim, wurde jedoch aufgrund der Zwangsabsonderung jüdischer Kinder der Schule verwiesen. Der Junge wurde 1939 in ein jüdisches Waisenhaus in Esslingen geschickt, wo eine seiner Tanten arbeitete und wo er eine jüdische Schule besuchen konnte. Der Verfolgungsdruck gegen Juden in Hitler-Deutschland und die Exzesse von SA und SS während der Novemberpogrome 1938 bewogen die Verwandten, Manfred Rosenfeld im März 1939 mit einem Kindertransport nach England zu schicken und so in Sicherheit zu bringen. Er wurde dort von einer christlichen Familie aufgenommen, wurde später Chemiker und Vater von drei Kindern. Er lebte in Wales. Mutter, Vater und Onkel Max wurden am 1. Dezember 1941 von Stuttgart nach Riga deportiert, wo alle drei ums Leben kamen. Eine Tante, Berta Rosenfeld, und deren Sohn Rolf wurden in Auschwitz ermordet. |
|              | HIER WOHNTE MAX ROSENFELD JG. 1908 DEPORTIERT 1941 RIGA ERMORDET                                               | Marktplatz 7 ·                           | Max Rosenfeld wurde am 11. Januar 1906 in Crailsheim geboren. Er war Synagogenbetreuer und unverheiratet, seine zwei Jahre ältere Schwester führte ihm den Haushalt. Schon kurz nach Hitlers Machtergreifung wurden die Rosenfelds auf der Straße von jugendlichen angepöbelt und mit Steinen beworfen. Während der Novemberpogrome 1938 wurde ihr Haus demoliert und in der Folge wurde der achtjährige Neffe Manfred der Schule verwiesen. Der Junge wurde mit einem Kindertransport nach England geschickt. Die Geschwister Rosenfeld wurden am 1. Dezember 1941 von Stuttgart aus nach Riga deportiert und im Lager Jungfernhof interniert, wo ihnen ein furchtbarer Winter bevorstand. Das Lager bestand aus einigen alten Scheunen mit eingestürzten Dächern, ohne funktionierende Türen. Es war unmöglich, die Räume gegen die arktischen Temperaturen von −30 bis −40 Grad abzudichten, jede Nacht erfroren zahlreiche Insassen. Auch die Rosenfelds überlebte diese Tortur nicht lange, Sophie starb noch Ende 1941. Max Rosenfeld wurde noch kurze Zeit später als Mitglied eines Arbeitskommandos jüdischer Häftlinge gesehen. Es ist nicht bekannt, wann und wo er ums Leben kam. Der Neffe konnte in England in der Emigration überleben. |
|              | HIER WOHNTE SOFIE ROSENFELD JG. 1904 DEPORTIERT 1941 RIGA ERMORDET                                             | Marktplatz 7 ·                           | Sofie Rosenfeld wurde am 14. Mai 1904 in Crailsheim geboren. Sie half im Geschäft des Vaters mit und führte den Haushalt ihres jüngeren Bruders Max Rosenfeld. Am 14. Juni 1930 kam ihr Sohn Manfred zur Welt, ein uneheliches Kind, dessen Vater Peter Lindner war. Schon kurz nach Hitlers Machtergreifung wurden die Rosenfelds auf der Straße von jugendlichen angepöbelt und mit Steinen beworfen. Während der Novemberpogrome 1938 wurde ihr Haus demoliert und in der Folge wurde der achtjährige Sohn der Schule verwiesen. Im März 1939 brachte die Familie den Jungen mittels eines Kindertransportes nach England in Sicherheit. Sophie und Max Rosenfeld wurden am 1. Dezember 1941 von Stuttgart aus nach Riga deportiert und wurden im Lager Jungfernhof interniert, wo ihnen ein furchtbarer Winter bevorstand. Das Lager bestand aus einigen alten Scheunen mit eingestürzten Dächern, ohne funktionierende Türen. Es war unmöglich, die Räume gegen die arktischen Temperaturen von −30 bis −40 Grad abzudichten, jede Nacht erfroren zahlreiche Insassen. Auch Sophie Rosenfeld überlebte diese Tortur nicht lange, sie starb noch Ende 1941. Auch ihr Bruder wurde vom NS-Regime im besetzten Lettland ums Leben gebracht. Ihr Sohn konnte die Shoah in der Emigration überleben, er wurde Chemiker und Vater von drei Kindern. Zuletzt lebte er in Wales. |
|              | HIER WOHNTE MOSES ROSENTHAL JG. 1878 DEPORTIERT 1942 IZBICA ERMORDET IM BESETZTEN POLEN                        | Schweinemarktplatz 1 ·                   | Moses Rosenthal wurde am 6. Januar 1878 in Niederstetten geboren. Seine Eltern waren Isaak Rosenthal und Jette geb. Rothschild. Er wurde Bäcker und heiratete am 8. Dezember 1910 Rosa geb. Berliner aus Eschenau. Die Hochzeit fand im Heimatort seiner Frau statt. Das Paar ließ sich in Crailsheim nieder und bekam eine Tochter, Ilse, geboren am 17. September 1911 in Crailsheim. Die Eheleute etablierten in der rechten Hälfte des Hauses Schweinemarktplatz 1 eine kleine Bäckerei, die als „Judenbeck“ bekannt wurde. Die Familie wohnte im ersten Stock des Hauses, ihre wirtschaftliche Lage war sehr angespannt. Im Ersten Weltkrieg wurde auch Moses Rosenthal eingezogen, er kämpfte als Landsturmmann für das Deutsche Reich. Nach Hitlers Machtergreifung wurde die Lage der Juden in Deutschland sehr schnell unerträglich, im Oktober 1936 flüchtete Tochter Ilse nach London. Ende 1938 musste das Ehepaar die Bäckerei schließen. Sie wollten nach Südafrika auswandern, doch der Verkauf der Haushälfte, die Schikanen des NS-Regimes und die Formalitäten zogen sich über Monate und Jahre. Letztlich scheiterten die Pläne am Auswanderungsverbot für Juden, welches im Oktober 1941 verhängt wurde. Im selben Jahr wurde das Rosenthal'sche Haus zu einem der drei Crailsheimer „Judenhäuser“, in das noch zwei weitere Familien gepfercht wurden. Am 26. April 1942 wurden Moses und Rosa Rosenthal in das Ghetto von Izbica bei Lublin verschleppt. Es war der zweiten Deportationszug aus Württemberg, er umfasste 286 jüdische Männer, Frauen und Kinder. Izbica war nur eine Durchgangsstation auf dem Weg in eines der Vernichtungslager im besetzten Polen. Moses Rosenthal und seine Frau wurden entweder in Belzec oder in Sobibor in einer Gaskammer ermordet. Seine Tochter lebte erst in England, später in Südafrika. |
|              | HIER WOHNTE ROSA ROSENTHAL GEB. BERLINER JG. 1875 DEPORTIERT 1942 IZBICA ERMORDET IM BESETZTEN POLEN           | Schweinemarktplatz 1 ·                   | Rosa Rosenthal geb. Berliner wurde am 13. Mai 1875 in Eschenau geboren. Am 8. Dezember 1910 heiratete sie in ihrem Heimatort den Bäcker Moses Rosenthal. Das Paar ließ sich in Crailsheim nieder und bekam eine Tochter, Ilse, geboren am 17. September 1911 in Crailsheim. Die Eheleute errichteten in der rechten Hälfte des Hauses Schweinemarktplatz 1 eine kleine Bäckerei, die als „Judenbeck“ bekannt wurde. Die Familie wohnte im ersten Stock des Hauses, ihre wirtschaftliche Lage war sehr angespannt. Im Ersten Weltkrieg verrichtete Moses Rosenthal seinen Wehrdienst. Nach Hitlers Machtergreifung wurde die Lage der Juden in Deutschland sehr schnell unerträglich, im Oktober 1936 flüchtete Tochter Ilse nach London. Ende 1938 musste das Ehepaar die Bäckerei schließen. Sie wollten nach Südafrika auswandern, doch der Verkauf der Haushälfte, die Schikanen des NS-Regimes und die Formalitäten zogen sich über Monate und Jahre. Letztlich scheiterten die Pläne am Auswanderungsverbot für Juden, welches im Oktober 1941 verhängt wurde. Im selben Jahr wurde das Rosenthal'sche Haus zu einem der drei Crailsheimer „Judenhäuser“, in das noch zwei weitere Familien gepfercht wurden. Am 26. April 1942 wurden Rosa Rosenthal und ihr Ehemann in das Ghetto von Izbica bei Lublin verschleppt. Es war der zweiten Deportationszug aus Württemberg, er umfasste 286 jüdische Männer, Frauen und Kinder. Izbica war nur eine Durchgangsstation auf dem Weg in eines der Vernichtungslager im besetzten Polen. Die Eheleute wurden entweder in Belzec oder in Sobibor in einer Gaskammer ermordet. Ihre Tochter lebte zuerst in England, später in Südafrika. |
|              | HIER WOHNTE ERNESTINE SCHLOSSBERGER GEB. NEUMETZGER JG. 1862 DEPORTIERT 1942 THERESIENSTADT ERMORDET 1.11.1943 | Lange Straße 11 ·                        | Ernestine Schlossberger geb. Neumetzger wurde am 22. Dezember 1862 in Aufhausen geboren. Ihre Eltern waren Jonas Neumetzger (1831–1901) und Mathilde geb. Neumayer (1930–?). Sie hatte sechs Schwestern und zwei Brüder. Sie heiratete Simon Schlossberger (1858–1935) aus Unterdeufstetten. Das Paar hatte zwei Söhne und zwei Töchter, Siegfried (geboren 1887) und Sigmund (geboren 1894), Mina (geboren 1889) und Ida (geboren 1890). Der jüngere Sohn fiel am 8. August 1916 an der Front in Frankreich. Die Kinder heirateten und verließen das Haus. Die beiden Töchter heiratete zwei Brüder aus der Familie Einstein, die in Kriegshaber, ab 1916 Stadtteil von Augsburg, eine große Viehhandlung führten. Mina und Ida Einstein bekamen jeweils eine Tochter, beide geboren 1916, Beate und Brunhilde. Aus der Ehe des älteren Sohnes stammten zwei weitere Enkelkinder, Siegmund (geboren 1924) und Hilda (geboren 1928). Ernestine Schlossbergers Ehemann starb 1935. Die Witwe wurde im Sommer 1942 nach Theresienstadt deportiert und wurde dort am 1. November 1943 vom NS-Regime ermordet. Auch alle ihre Kinder wurden im Zuge der Shoah ermordet. Siegfried, dessen Frau Sofie geb. Feuchtwanger und deren Tochter Hilda kamen 1942 im besetzten Polen um. Ida und Mina sowie deren Ehemänner Isaak Einstein und Hermann Einstein wurden in Auschwitz ermordet. Die Enkeltöchter Beate und Brunhilde Einstein konnten sich nach England retten und heirateten dort jeweils einen ebenfalls aus Deutschland emigrierten Mann. Beate bekam zwei Kinder, beides Urenkel der Ernestine Schlossberger. |
| Bild gesucht | | Kreisklinikum                            | Monika Schneck |
| Bild gesucht | | Kreisklinikum                            | Norbert Schneck |
|              | HIER WOHNTE BERTOLD STEIN JG. 1871 VERHAFTET 1938 DACHAU ERMORDET 28.6.1938                                    | Wilhelmstraße 21 ·                       | Berthold Stein wurde am 26. April 1871 in Crailsheim geboren. Am 6. November 1898 heiratete er Paula Stein geb. Grünfelder. Das Paar bekam zwei Söhne, beide geboren in Crailsheim, Max (geboren am 3. November 1901) und Sigfried (geboren am 24. April 1903). Berthold Stein betrieb mehrere Geschäfte in der Wilhelmstraße 21, darunter eine landwirtschaftliche Maschinenfabrik, einen Handel mit Automobilen und eine Auto-Reparaturwerkstätte. Er war sowohl in der jüdischen Gemeinde als auch in der Stadt engagiert. Ende 1918 fungierte er als Führer des Bauern- und Bürgerrats, er wurde Vorsitzender des Israelischen Gemeindevorsteheramtes Crailsheim sowie des Geselligkeitsvereins „Einklang“. Anfang der 1930er Jahre geriet seine Firma in wirtschaftliche Schieflage, woraufhin er 1932 Konkurs anmelden musste. Er und sein Sohn Sigfried Stein wurden wegen Betrugs und Blankettfälschung zu einer mehrmonatigen Haftstrafe verurteilt. Am 27. Juni 1938 wurde Berthold Stein im Rahmen der Aktion gegen sogenannte Asoziale in das Konzentrationslager Dachau verschleppt. Dort muss er schweren Misshandlungen ausgesetzt gewesen sein, denn er verstarb bereits am 28. Juni 1938, wenige Stunden nach seiner Einlieferung. |
|              | HIER WOHNTE DAVID STEIN JG. 1872 DEPORTIERT 1942 THERESIENSTADT ERMORDET IN TREBLINKA                          | Kapellengasse 6 ·                        | David Stein wurde am 9. Dezember 1872 in Crailsheim geboren. Seine Eltern waren Josua Stein und dessen Frau Klara. 1902 heiratete er Klothilde geb. Mezger, mit der er drei Kinder zeugte – Mina, Berthold und Wilhelm. Er führte gemeinsam mit seinem Schwager Nathan Mezger eine Wein-, Zigarren- und Landesproduktenhandlung, die Firma führte den Namen Mezger und Stein OHG. Im Ersten Weltkrieg wurde er eingezogen und an die Ostfront abkommandiert. 1922 starb seine Frau. Er engagierte sich in der Folge bei den liberalen Kräften der Stadt und wurde Mitglied der DDP. 1923 wurde er in den Gemeinderat, später auch in den Kreistag. Er war bekannt für sein soziales Engagement und genoss hohes Ansehen in der Stadt. Bei seiner Wiederwahl im Jahr 1928 erreichte er eine der höchsten Stimmenzahlen. Er wirkte als stellvertretender Kolonnenführer der freiwilligen Sanitätskolonne und war Schriftführer der Freiwilligen Feuerwehr. Er übernahm den Vorstand des Israelitischen Wohltätigkeits- und Krankenpflegevereins und wurde Ausschussmitglied des Crailsheimer Altertums- und Heimatvereins. Nach Hitlers Machtergreifung im Januar 1933 wurde er verhöhnt und seiner Ämter enthoben. 1936 musste er den Handel einstellen, das Geschäft verkaufen und die Stadt verlassen. Er übersiedelte mit seiner Tochter nach Bad Cannstatt, wollte aber nicht sein Heimatland verlassen. Alle Versuche seiner Söhne, die in die Vereinigten Staaten emigriert waren, ihn nachzuholen scheiterten. David Stein weigerte sich zu glauben, dass das NS-Regime einem wie ihm – Kriegsveteran und verdienter Bürger seiner Stadt – nach dem Leben trachten könnten. Am 22. August 1942 wurde er in das Konzentrationslager Theresienstadt deportiert, fünf Wochen später in Treblinka ermordet.                                               |
|              | HIER WOHNTE MINA STEIN JG. 1904 DEPORTIERT 1941 RIGA ERMORDET                                                  | Kapellengasse 6 ·                        | Mina Stein wurde 1904 in Crailsheim als Tochter der Kaufmanns David Stein und seiner Frau Klothilde geboren. Die Familie lebte in der Kapellengasse 6. Das Mädchen beteiligte sich am Turnverein und arbeitete für das Rote Kreuz. 1922 starb ihre Mutter, danach führte Mina Stein den Haushalt. Im November 1936 übersiedelte sie gemeinsam mit ihrem Vater zuerst nach Bad Cannstatt, dann nach Buttenhausen. Die Brüder flüchteten, doch sie entschied sich dafür, bei ihrem Vater zu bleiben. Ende 1941 trennten die NS-Vertreter Vater und Tochter. Mina Stein wurde am 1. Dezember 1941 von Stuttgart in das Lager Jungfernhof nahe Riga deportiert, der Vater hingegen wurde am 22. August 1942 in das Konzentrationslager Theresienstadt verschleppt und fünf Wochen später in Treblinka ermordet. Vom 1. Oktober 1944 stammt ein letztes Lebenszeichen von Mina Stein aus dem KZ Stutthof bei Danzig. Ihr genaues Todesdatum ist unbekannt. |
| Bild gesucht | | Lange Strasse 29                         | Adolf Stein |
| Bild gesucht | | Lange Strasse 29                         | Selma Stein geb. Blum, |
| Bild gesucht | | Lange Strasse 29                         | Mathilde Stein geb. Löwenstein, |
| Bild gesucht | | Lange Strasse 29                         | Alfred Stein |
| Bild gesucht | | Lange Strasse 29                         | Bernhard Stein |
|              | HIER WOHNTE ZERLINE STRAUSS JG. 1887 DEPORTIERT 1942 IZBICA ERMORDET IM BESETZTEN POLEN                        | Ratsgasse 3 ·                            | Zerline Strauß wurde am 18. November 1887 in Olnhausen geboren. Sie war die jüngere Schwester von Amalia Hilb, die mit ihrem Mann in Crailsheim einen Seifen-, Öl- und Fettwarenhandel führte. Ab etwa 1932 lebten sie und ihre Stiefmutter bei dem Ehepaar Hilb. Die Stiefmutter übersiedelte in der ersten Jahreshälfte 1938 in ein Altersheim, starb aber bereits am 20. Juli 1939. Zerline Strauß, ihre Schwester und ihr Schwager wurden am 26. April 1942 in das Ghetto Izbica nahe Lublin deportiert. Wenig später wurden alle drei in den Gaskammern eines der nahegelegenen Vernichtungslager ermordet, entweder in Belzec oder Sobibor. |

## Verlegungen
- 13. November 2012: Kapellengasse 6, Karlstraße 4, Lange Straße 11, Schweinemarktplatz 8[14]
- 16. Mai 2014: Marktplatz 2 und 7, Ratsgasse 3, Schweinemarktplatz 1, Untere Ludwigstraße 4, Wilhelmstraße 6 und 21[15]
- 23. März 2023: Kreisklinikum, Gartenstraße 12, Webergasse 12, Lange Straße 27, Lange Straße 29, Wilhelmstraße 27[16]